# Johannes Stober

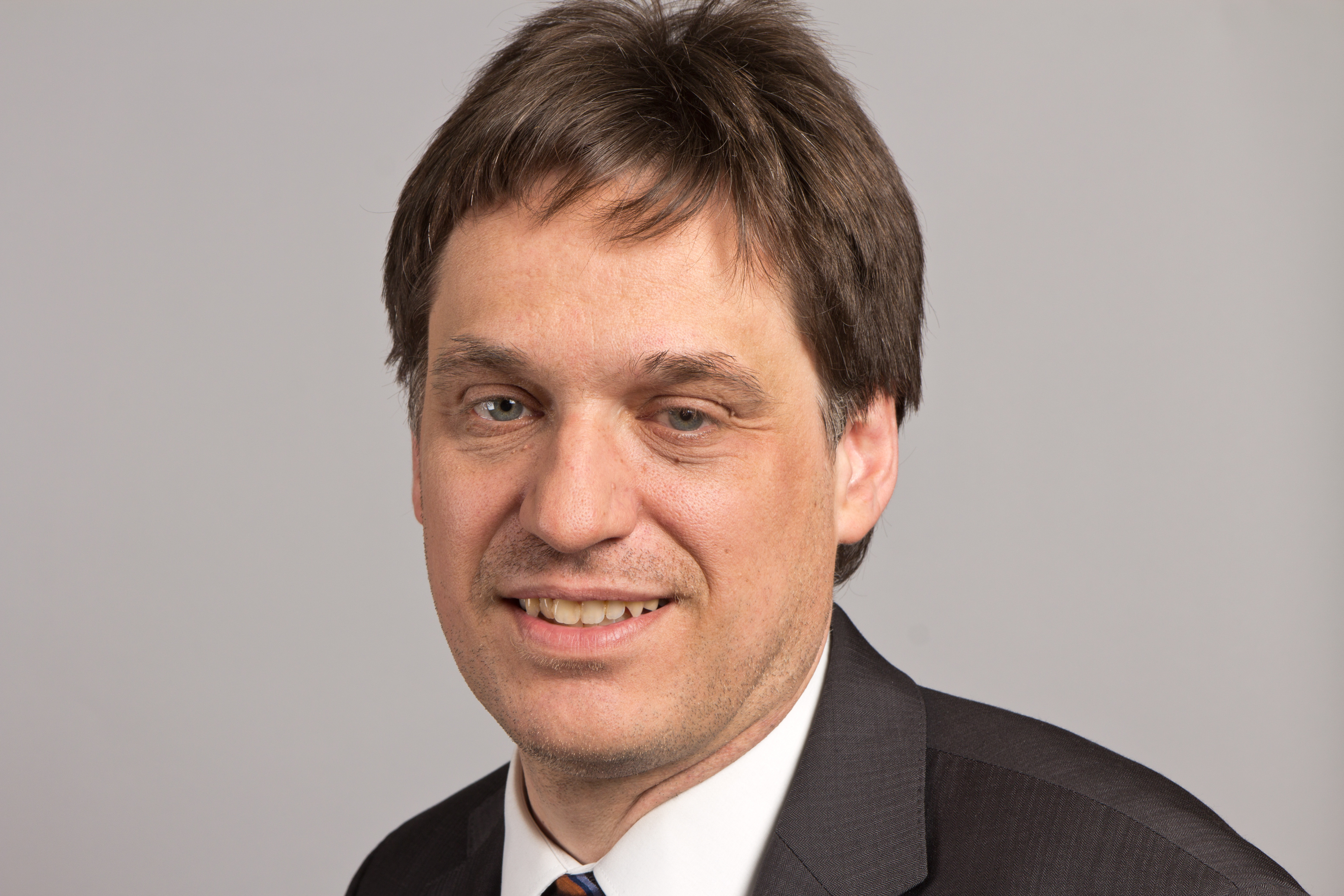
Johannes Stober, 2013

 Johannes Stober (* 28. September 1968 in Karlsruhe) ist ein deutscher Politiker  der SPD.

## Ausbildung und Beruf
Johannes Stober schloss seine Schullaufbahn mit dem Abitur am Bismarck-Gymnasium Karlsruhe ab. Nach der Schule machte er eine Ausbildung zum Mathematisch-technischen Assistenten bei der Hoechst AG in Frankfurt am Main. Es folgte ein Informatik-Studium an der Universität Karlsruhe. Er war dann von 2001 bis 2007 als Softwareentwickler bei der PTV AG in Karlsruhe tätig.
Neben seiner parteipolitischen Arbeit ist er Mitglied der IG Metall, bei den Naturfreunden, der Arbeiterwohlfahrt, PRO BAHN, dem Verkehrsclub Deutschland, der Bürgeraktion Umweltschutz Zentrales Oberrheingebiet (BuZo), Gegen Vergessen – für Demokratie e. V. und der Landesvereinigung Baden in Europa e. V.

## Politik

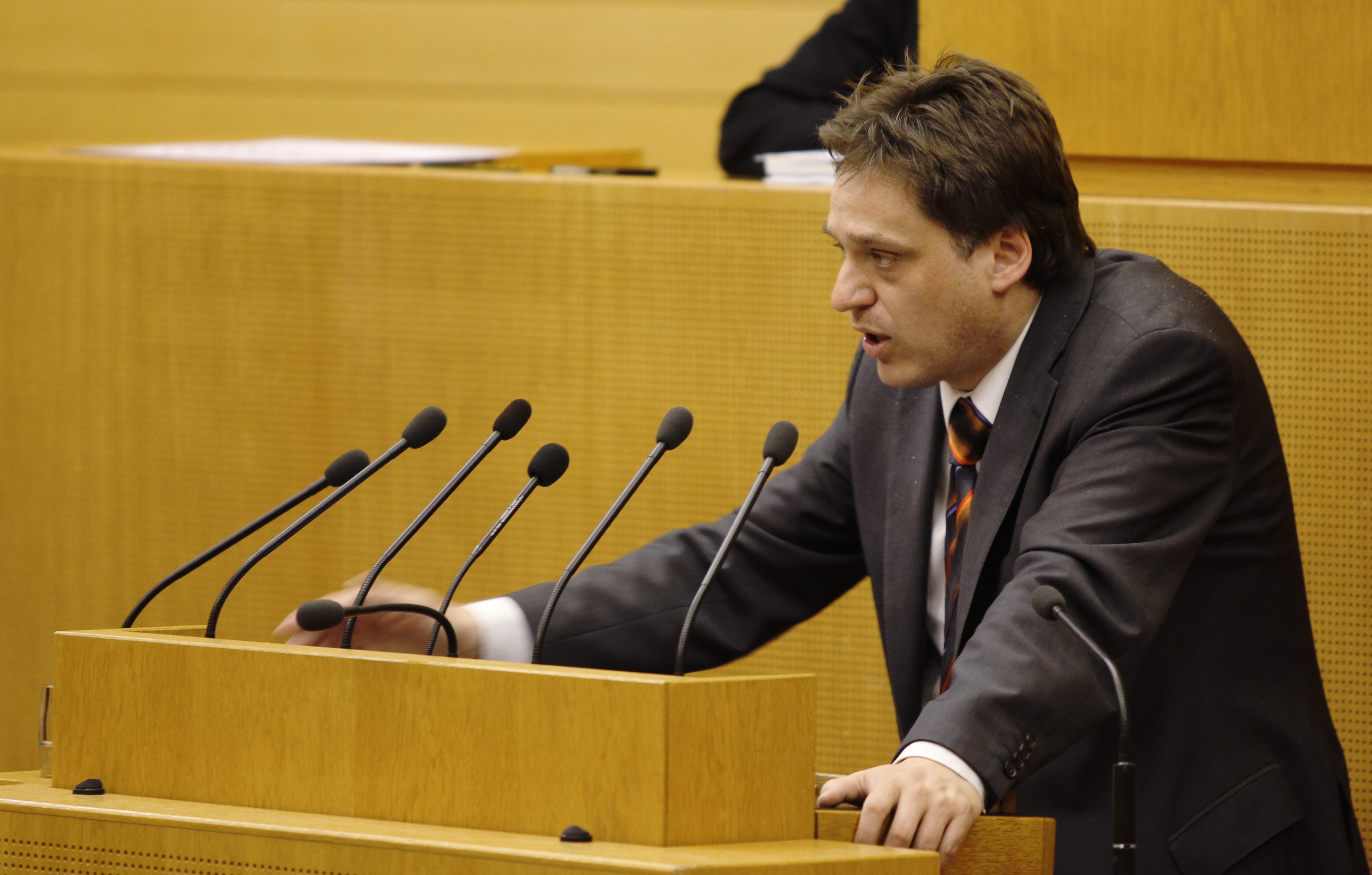
Johannes Stober im Landtag von Baden-Württemberg (2013)

Johannes Stober trat 1992 in die SPD ein und war für die Jusos von 1995 bis 1997 Landeskoordinator der Hochschulgruppen Baden-Württemberg und von 1997 bis 1999 Sprecher der Jusos Karlsruhe. In der Mutterpartei war er von 1998 bis 2006 Mitglied des Kreisvorstands Karlsruhe und von 2003 bis 2013 Vorsitzender des Ortsvereins Oberreut.
Seit dem 11. April 2006 war er Abgeordneter des Landtags von Baden-Württemberg. Er wurde bei der Landtagswahl im März 2006 im Wahlkreis Karlsruhe I gewählt. In seiner ersten Wahlperiode saß er für seine Fraktion im Ausschuss für Wissenschaft, Forschung und Kunst sowie im Umweltausschuss.
Seit der Wiederwahl 2011 ist er energiepolitischer Sprecher der SPD-Fraktion. Im Jahr 2013 wechselte er in den Ausschuss für Finanzen und Wirtschaft und übernahm die Aufgabe des wohnungspolitischen Sprechers. Darüber hinaus war er Vertreter des Landtags im Verwaltungsrat des Badischen Staatstheaters, im Stiftungsrat des Zentrums für Kunst und Medientechnologie (ZKM) sowie im Oberrheinrat. Bei der Landtagswahl 2016 erhielt er 13,2 % der Stimmen und damit kein Mandat.

## Familie und Privates
Johannes Stober ist evangelisch und verheiratet.